# Vasile Voiculescu
Vasile Voiculescu (Pârscov, 27 novembre 1884 – Bucarest, 26 aprile 1963) è stato un poeta, scrittore, drammaturgo e medico rumeno.

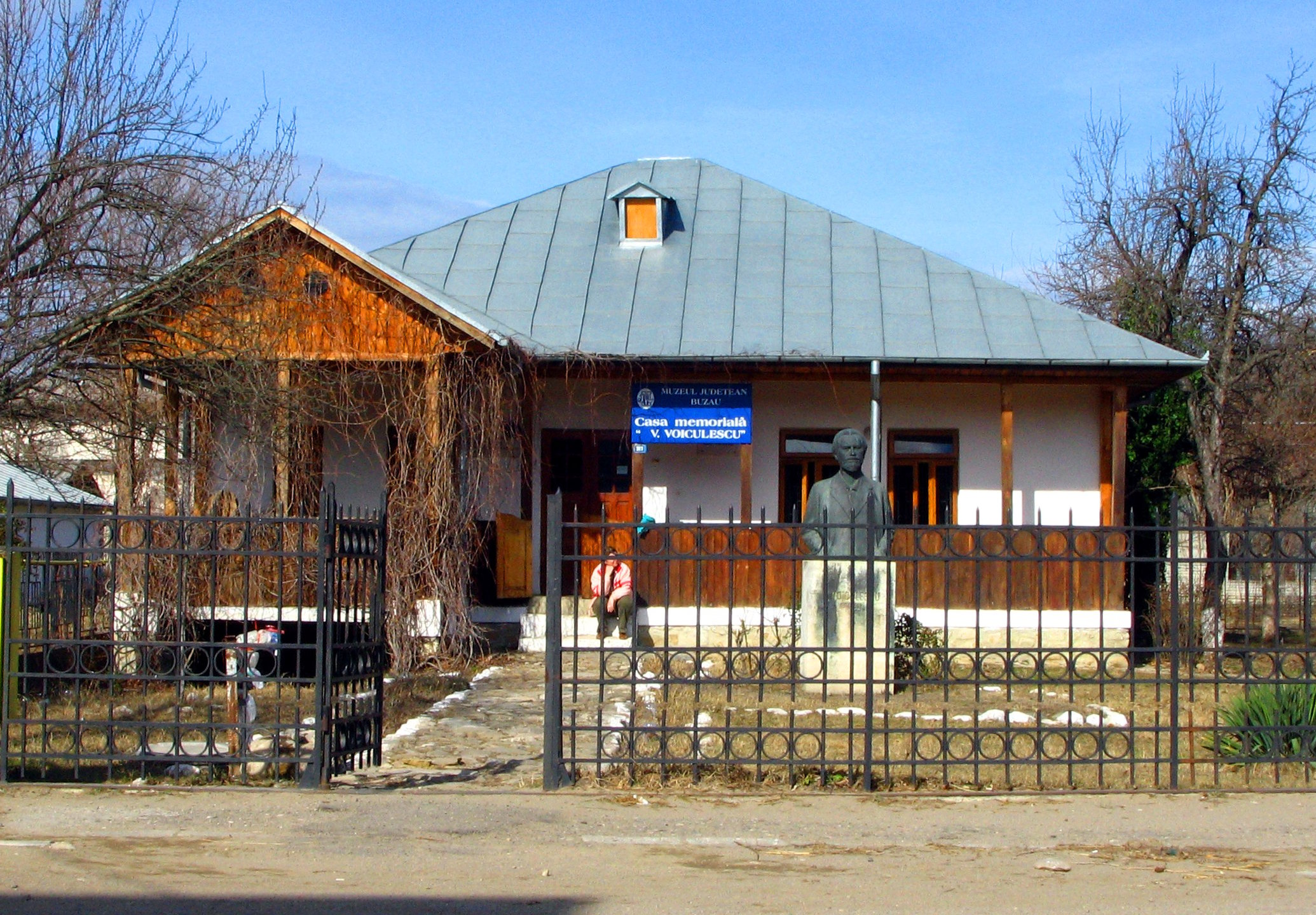
Vasile Voiculescu museum, Pârscov.

Fu uno dei più importanti scrittori della Romania del XX secolo.

## Prigionia e liberazione
Dopo la Seconda guerra mondiale, le autorità comuniste rumene attaccarono e perseguitarono Voiculescu per le sue idee su religione e democrazia, impedendone le pubblicazioni. Imprigionato nel 1958, all'età di 74 anni, ne trascorse quattro in carcere. Ammalatosi durante la detenzione, morì di cancro pochi mesi dopo essere stato rilasciato.
Nel 1990, fu eletto membro postumo dell'Accademia rumena. La sua casa a Pârscov è diventata una casa museo.